# Harold Shukman
Harold Shukman (* 23. März 1931 in London; † 11. Juli 2012) war ein britischer Historiker.

## Leben
Harold Shukman wurde 1931 als Sohn jüdischer Immigranten in London geboren. Seine Eltern hatten das Russische Kaiserreich vor dem Ersten Weltkrieg verlassen um der dortigen Armut und Diskriminierung zu entkommen. In London wurde sein Vater erfolgreich als Schneider in East End tätig und verlegte später sein Geschäft nach Westend.
Harold Shukman hatte eine lückenhafte Schulbildung und verließ 1947 das Hendon Technical College um in verschiedenen Anstellungen tätig zu werden. Nach seinem national service erhielt er die Möglichkeit Russischkurse an der Joint Services School for Linguists in Cambridge und Bodmin, Cornwall zu absolvieren. Später studierte er Russisch und Serbo-Kroatisch an der Nottingham University und machte dort seinen Abschluss. 1954 war er der erste russischsprachige britische Student in der Sowjetunion. Zwei Jahre später kehrte er in das Vereinigte Königreich zurück. 1956 heiratete er. Später zog er mit seiner Frau nach Oxford, um dort an seiner Doktorarbeit über den Allgemeinen Jüdischen Arbeiterbund im Vorrevolutionären Russland zu schreiben. Nach seiner Promotion wurde er Lecturer an der University of Oxford und fungierte dort später als Direktor des Russian Centre am St Antony’s College. 1998 ging er in den Ruhestand.
Ab Mitte der 1980er befasste er sich vor allem mit der Übersetzung russischsprachiger Bücher ins Englische. Dies beinhaltete unter anderem Die Kinder vom Arbat von Anatoli Rybakow, sowie verschiedene Werke von Dmitri Antonowitsch Wolkogonow, mit dem im Laufe der Zeit eine Freundschaft entstand.
Shukman war ab 1956 in erster Ehe verheiratet. Aus dieser Ehe gingen drei Kinder, zwei Söhne und eine Tochter, hervor. Nach der Scheidung heiratete er 1973 erneut. Seine zweite Frau brachte drei Kinder, zwei Töchter und einen Sohn, in die Ehe mit. Er starb im Juli 2012 an Prostatakrebs.

## Veröffentlichungen (Auswahl)
- mit William Deakin, Harry Willetts: A History of World Communism (1975)
- (Hrsg.): The Blackwell Encyclopedia of the Russian Revolution (1988)
- (Hrsg.): Stalin’s Generals (1993)
- (Hrsg.): Agents for Change: Intelligence Services in the 21st Century (2000)
- (Hrsg.): Redefining Stalinism (2003)
- War Or Revolution (2006)
- mit Geoffrey Elliott: Secret Classrooms (2006)
- mit Felix Patrikeeff: Railways and the Russo-Japanese War: Transporting War (2007)